# 제2회 홍콩 영화 금상장
제2회 홍콩 영화 금상장의 시상식에 관한 내용이다.

## 수상 및 후보

### 작품상
- 망향 - 허안화 수상
- 패가자 - 홍금보
- 정매자 - 여대위
- 살출서영반 - 당기명
- 열화청춘 - 담가명

### 감독상
- 망향 - 허안화 수상
- 패가자 - 홍금보
- 열화청춘 - 담가명
- 정매자 - 여대위
- 영몽가락 - 채계광

### 각본상
- 망향 - 구대안평 수상
- 열화청춘 - 구강건 외
- 정매자 - 문준
- 세권자 - Pik Wah Li
- 무송 - 이한상

### 남우주연상
- 최가박당 - 맥가 수상
- 열화청춘 - 장국영
- 망향 - 임자상
- 제방소수 - 홍금보
- 살입애정가 - 진혜민

### 여우주연상
- 정매자 - 임벽기 수상
- 박하가배 - 종초홍
- 최가박당 - 실비아 창
- 망향 - 마사신
- 망향 - 무건인

### 신인상
- 망향 - Seasib Na 수상
- 정매자 - 임벽기
- 망향 - 유덕화
- 영몽가락 - 주수란
- 열화청춘 - 엽동
- 열화청춘 - 하문석
- 정매자 - 온벽하
- 초피녀학생 - 온벽하

### 촬영상
- 야경혼 - 황악태 수상
- 살출서영반 - Brian Lai
- 열화청춘 - 황중표
- 정매자 - Bob Thompson
- 재생인 - 황악태
- 망향 - Chung Kay Wong

### 편집상
- 야경혼 - 주국충 수상
- 망향 - Kin Kin
- 살출서영반 - 호대위
- 재생인 - 황예민
- 정매자 - Mak's Editing Section

### 미술상
- 망향 - 구정평 수상
- 열화청춘 - 장숙평
- 재생인 - 황예민
- 야경혼 - 황예민
- 난형난제 - 장숙평

### 무술감독상
- 패가자 - 홍가반 수상
- 용소야 - 성룡
- 용지인자 - 원규 외
- 십팔반무예 - 유가량 외
- 기문둔갑 - 원화평 외
- 소림사 - Cheng Hui Yu

### 영화음악상
- 재생인 - Chris Babida 수상
- 최가박당 - 테디 로빈 콴
- 망향 - Wing-fai Law
- Fong mok yan - Heng Qian Zhu
- 열화청춘 - Man Yee Lam

### 주제가상
- 초피녀학생
- 최가박당
- 애인여신
- 소생파파
- Choi wan kuk